# Repossessed
Repossessed is een Amerikaanse film uit 1990 van Bob Logan, die de rolprent zowel schreef als regisseerde. De film is een parodie op de horrorfilm The Exorcist. Linda Blair speelt, evenals in de film die belachelijk wordt gemaakt, de hoofdrol.

## Verhaal
Nancy Aglet (Blair) is een doodnormale huismoeder die van de een op de andere dag begint te vloeken als een bootwerker en erwtensoep in een straal van meters om haar heen begint te braken. De demon die bezit van haar nam in haar kindertijd, is teruggekeerd. Father Jebedaiah Mayii (Leslie Nielsen) arriveert opnieuw als duiveluitdrijver, die er wel een leuke cent aan over wil houden door de klus live op een commerciële televisiezender te klaren. Mayii krijgt in eerste instantie hulp van tv-evangelist Ernest Weller (Ned Beatty), waarna een hele stoet aan geestelijken zich er ook mee wil bemoeien.

## Rolverdeling
| Acteur         | Personage               |
| -------------- | ----------------------- |
| Linda Blair    | Nancy Aglet             |
| Ned Beatty     | Ernest Weller           |
| Leslie Nielsen | Jebedaiah Mayii         |
| Anthony Starke | Luke Brophy             |
| Lana Schwab    | Fanny Ray Weller        |
| Thom J. Sharp  | Braydon Aglet           |
| Robert Fuller  | Dr. Hackett             |
| Jesse Ventura  |                         |
| Gene Okerlund  |                         |
| Bob Zany       |                         |
| Jake Steinfeld |                         |
| Wally George   |                         |
| Jack LaLanne   |                         |
| Army Archerd   |                         |
| Gene Greytak   | Paus Johannes Paulus II |

## Trivia
- Behalve als Aglet, verschijnt Blair als een tweede personage in de film. Wanneer Father Mayii voor de klas staat te praten, zit ze vermomd met andere kleren en kapsel op de eerste rij als leerling.
- Beatty speelde ook in het eerste vervolg op de originele horrorproductie, Exorcist II: The Heretic